# Anictangium repens
Anictangium repens là một loài rêu trong họ Pottiaceae. Loài này được Hook. mô tả khoa học đầu tiên năm 1819.